# 繁齒甲鯰
繁齒甲鯰，為輻鰭魚綱鯰形目甲鯰科的其中一種，為熱帶淡水魚，分布於南美洲亞馬遜河上游、Aguaytia河流域，體長可達20公分，棲息在底層水域，生活習性不明。